# Persone di cognome Murphy
| Questa pagina contiene informazioni ricavate automaticamente dalle voci biografiche con l'ausilio del template Bio e di un bot. L'aggiornamento è periodico e automatico e ricostruisce completamente la pagina. Se manca una persona in questa lista, sei pregato di non aggiungerla, ma accertati piuttosto che la sua voce biografica contenga il template Bio e che i dati anagrafici siano correttamente compilati. Se il template Bio manca, inseriscilo tu stesso o, in alternativa, metti l'avviso {{tmp\|Bio}} che ne segnala la mancanza. Se i dati riportati sono sbagliati, correggi direttamente la voce biografica; le modifiche saranno visibili in questa lista entro pochi giorni. Per chiarimenti vedi il progetto antroponimi. La lista contiene solo le 160 persone che sono citate nell'enciclopedia e per le quali è stato implementato correttamente il template Bio. Pagina aggiornata al 23 lug 2025. |

Questa è una lista di persone presenti nell'enciclopedia che hanno il cognome Murphy, suddivise per attività principale.

## Allenatori di calcio(3)
- Colin Murphy, allenatore di calcio e calciatore inglese (n. 1950 - † 2023)
- Kenneth Murphy, allenatore di calcio, ex calciatore e ex giocatore di calcio a 5 scozzese (Dundee, n. 1956)
- Peter Michael Murphy, allenatore di calcio e ex calciatore irlandese (Dublino, n. 1980)

## Arcivescovi cattolici(1)
- Daniel Murphy, arcivescovo cattolico irlandese (Belmont, n. 1815 - Low Head, † 1907)

## Artisti marziali misti(1)
- Lauren Murphy, artista marziale misto statunitense (Anchorage, n. 1983)

## Astisti(1)
- Frank Murphy, astista statunitense (East Chicago, n. 1889 - Urbana, † 1980)

## Attori(18)
- Aidan Gillen, attore irlandese (Dublino, n. 1968)
- Ben Murphy, attore statunitense (Jonesboro, n. 1942)
- Brian Murphy, attore britannico (Ventnor, n. 1932 - Kent, † 2025)
- Charlie Murphy, attore, autore televisivo e sceneggiatore statunitense (New York, n. 1959 - New York, † 2017)
- Cillian Murphy, attore e produttore cinematografico irlandese (Cork, n. 1976)
- Killian Scott, attore irlandese (Kilmallock, n. 1985)
- Danny Murphy, attore britannico (Wallsend, n. 2004)
- Donald Murphy, attore statunitense (Chicago, n. 1918 - Santa Fe, † 2008)
- Dwain Murphy, attore canadese
- Eddie Murphy, attore, comico e cantante statunitense (New York, n. 1961)
- George Murphy, attore e ballerino statunitense (New Haven, n. 1902 - Palm Beach, † 1992)
- Gerard Murphy, attore irlandese (Newry, n. 1948 - Cambridge, † 2013)
- J.J. Murphy, attore britannico (Belfast, n. 1928 - Belfast, † 2014)
- Michael Murphy, attore statunitense (Los Angeles, n. 1938)
- Tadhg Murphy, attore irlandese (Dublino, n. 1979)
- Timothy Patrick Murphy, attore statunitense (Hartford, n. 1959 - Sherman Oaks, † 1988)
- Timothy V. Murphy, attore irlandese (Tralee, n. 1960)
- Tom Murphy, attore irlandese (Salisbury, n. 1968 - Dublino, † 2007)

## Attrici(8)
- Annie Murphy, attrice canadese (Ottawa, n. 1986)
- Brittany Murphy, attrice e cantante statunitense (Atlanta, n. 1977 - Los Angeles, † 2009)
- Charlie Murphy, attrice irlandese (Enniscorthy, n. 1988)
- Donna Murphy, attrice statunitense (New York, n. 1959)
- Edna Murphy, attrice statunitense (New York City, n. 1899 - Santa Monica, † 1974)
- Erin Murphy, attrice statunitense (Encino, n. 1964)
- Mary Murphy, attrice statunitense (Washington, n. 1931 - Los Angeles, † 2011)
- Rosemary Murphy, attrice statunitense (Monaco di Baviera, n. 1925 - New York, † 2014)

## Avventuriere(1)
- Dervla Murphy, avventuriera irlandese (Lismore, n. 1931 - † 2022)

## Calciatori(21)
- Murphy, calciatore britannico
- Josh Murphy, calciatore inglese (Wembley, n. 1995)
- Anthony Murphy, ex calciatore irlandese (Dublino, n. 1982)
- Barry Murphy, ex calciatore irlandese (Dublino, n. 1985)
- Brian Murphy, calciatore irlandese (Waterford, n. 1983)
- Danny Murphy, ex calciatore inglese (Chester, n. 1977)
- Daryl Murphy, ex calciatore irlandese (Waterford, n. 1983)
- David Paul Murphy, ex calciatore inglese (Hartlepool, n. 1984)
- Ed Murphy, calciatore scozzese (Inchinnan, n. 1930 - Pompano Beach, † 2005)
- Eddie Murphy, ex calciatore scozzese (Glasgow, n. 1934)
- Ian Murphy, calciatore statunitense (Redlands, n. 2000)
- Jacob Murphy, calciatore inglese (Wembley, n. 1995)
- Jimmy Murphy, calciatore e allenatore di calcio gallese (Pentre, n. 1910 - Manchester, † 1989)
- Jamie Murphy, calciatore scozzese (Glasgow, n. 1989)
- Joe Murphy, calciatore irlandese (Dublino, n. 1981)
- Luke Murphy, calciatore inglese (Macclesfield, n. 1989)
- Peter Murphy, calciatore inglese (West Hartlepool, n. 1922 - West Hartlepool, † 1975)
- Rhys Murphy, calciatore inglese (Shoreham-by-Sea, n. 1990)
- Shaun Murphy, ex calciatore australiano (Sydney, n. 1970)
- Tuda Murphy, calciatore britannico (George Town, n. 1980)
- William Murphy, ex calciatore nordirlandese (n. 1974)

## Canottieri(1)
- Richard Murphy, canottiere statunitense (Bettlewood, n. 1931 - † 2023)

## Cantanti(5)
- Delia Murphy, cantante irlandese (n. 1902 - † 1971)
- James Murphy, cantante, musicista e produttore discografico statunitense (Princeton Junction, n. 1970)
- Mark Murphy, cantante statunitense (Syracuse, n. 1932 - Englewood, † 2015)
- Peter Murphy, cantante britannico (Northampton, n. 1957)
- Róisín Murphy, cantante irlandese (Arklow, n. 1973)

## Cantautori(1)
- Elliott Murphy, cantautore e giornalista statunitense (New York, n. 1949)

## Cestiste(2)
- Shay Murphy, ex cestista statunitense (Canoga Park, n. 1985)
- Lizanne Murphy, ex cestista canadese (Montréal, n. 1984)

## Cestisti(16)
- Dick Murphy, cestista statunitense (n. 1921 - Los Angeles, † 1973)
- Ronnie Murphy, ex cestista statunitense (Dover, n. 1964)
- Stretch Murphy, cestista statunitense (Marion, n. 1907 - Tampa, † 1992)
- Alex Murphy, cestista statunitense (Wakefield, n. 1993)
- Allen Murphy, ex cestista statunitense (Birmingham, n. 1952)
- Calvin Murphy, ex cestista e allenatore di pallacanestro statunitense (Norwalk, n. 1948)
- Ed Murphy, ex cestista statunitense (Bayonne, n. 1956)
- Erik Murphy, cestista statunitense (Lione, n. 1990)
- Jay Murphy, ex cestista statunitense (Meriden, n. 1962)
- John Murphy, cestista statunitense (Filadelfia, n. 1924 - Filadelfia, † 2003)
- Jordan Murphy, cestista statunitense (San Antonio, n. 1997)
- Kamari Murphy, cestista statunitense (Brooklyn, n. 1993)
- Kevin Murphy, cestista statunitense (Atlanta, n. 1990)
- Nick Murphy, ex cestista statunitense (Bronx, n. 1988)
- Tod Murphy, ex cestista e allenatore di pallacanestro statunitense (Long Beach, n. 1963)
- Troy Murphy, ex cestista statunitense (Morristown, n. 1980)

## Chimici(1)
- George Murphy, chimico statunitense (Wilmington, n. 1903 - New York, † 1968)

## Chitarristi(2)
- James Murphy, chitarrista e produttore discografico statunitense (Portsmouth, n. 1967)
- Matt Murphy, chitarrista statunitense (Sunflower, n. 1929 - Miami, † 2018)

## Ciclisti su strada(2)
- John Murphy, ex ciclista su strada statunitense (Jacksonville, n. 1984)
- Kyle Murphy, ciclista su strada statunitense (Palo Alto, n. 1991)

## Compositori(2)
- John Murphy, compositore britannico (Liverpool, n. 1965)
- Walter Murphy, compositore, arrangiatore e cantautore statunitense (New York, n. 1952)

## Danzatrici(1)
- Gillian Murphy, danzatrice statunitense (Wimbledon, n. 1979)

## Dirigenti sportivi(1)
- Gerry Murphy, dirigente sportivo, allenatore di rugby a 15 e rugbista a 15 irlandese (Dublino, n. 1945)

## Economisti(1)
- Robert P. Murphy, economista statunitense (New York, n. 1976)

## Giocatori di baseball(1)
- Daniel Murphy, ex giocatore di baseball statunitense (Jacksonville, n. 1985)

## Giocatori di football americano(8)
- Byron Murphy, giocatore di football americano statunitense (Scottsdale, n. 1998)
- Eric Murphy, giocatore di football americano statunitense
- Jerome Murphy, giocatore di football americano statunitense (Elizabeth, n. 1987)
- Josh Murphy, ex giocatore di football americano e allenatore di football americano statunitense
- Mark Murphy, ex giocatore di football americano e dirigente sportivo statunitense (Fulton, n. 1955)
- Myles Murphy, giocatore di football americano statunitense (Marietta, n. 2002)
- Ryan Murphy, ex giocatore di football americano statunitense (Oakland, n. 1992)
- Trent Murphy, giocatore di football americano statunitense (Scottsdale, n. 1990)

## Giocatori di snooker(1)
- Shaun Murphy, giocatore di snooker inglese (Harlow, n. 1982)

## Giuriste(1)
- Emily Murphy, giurista, scrittrice e attivista canadese (Cookstown, n. 1868 - Edmonton, † 1933)

## Hockeisti su ghiaccio(3)
- Connor Murphy, hockeista su ghiaccio statunitense (Boston, n. 1993)
- Cory Murphy, hockeista su ghiaccio canadese (Kanata, n. 1978)
- Larry Murphy, ex hockeista su ghiaccio canadese (Scarborough, n. 1961)

## Medici(2)
- Greg Murphy, medico e politico statunitense (Raleigh, n. 1963)
- William Parry Murphy, medico statunitense (Stoughton, n. 1892 - New York, † 1978)

## Mezzofondisti(1)
- Clayton Murphy, mezzofondista statunitense (New Madison, n. 1995)

## Militari(2)
- Audie Murphy, militare, scrittore e attore statunitense (Kingston, n. 1925 - Brush Mountain, † 1971)
- Edward Aloysius Murphy, militare e ingegnere statunitense (Zona del Canale di Panama, n. 1918 - New York, † 1990)

## Missionari(1)
- Gordon Murphy, missionario statunitense (Chicago, n. 1918 - Patna, † 1972)

## Modelle(1)
- Carolyn Murphy, supermodella statunitense (Fort Walton Beach, n. 1974)

## Musicisti(1)
- Nick Murphy, musicista e cantante australiano (Melbourne, n. 1988)

## Nuotatori(4)
- Barry Murphy, ex nuotatore irlandese (Dublino, n. 1985)
- John Murphy, ex nuotatore statunitense (n. 1953)
- Patrick Murphy, ex nuotatore australiano (Albury, n. 1984)
- Ryan Murphy, nuotatore statunitense (Jacksonville, n. 1995)

## Nuotatrici(3)
- Grainne Murphy, nuotatrice irlandese (Weixford, n. 1993)
- Janice Murphy, nuotatrice australiana (Sydney, n. 1942 - † 2018)
- Maureen Murphy, nuotatrice statunitense (Portland, n. 1939 - Lake Oswego, † 2019)

## Pallavoliste(1)
- Kelly Murphy, pallavolista statunitense (Wilmington, n. 1989)

## Pattinatori di velocità su ghiaccio(1)
- Eddie Murphy, pattinatore di velocità su ghiaccio statunitense (La Crosse, n. 1905 - Bellwood, † 1973)

## Politiche(1)
- Stephanie Murphy, politica statunitense (Ho Chi Minh, n. 1978)

## Politici(8)
- Austin Murphy, politico statunitense (North Charleroi, n. 1927 - Carroll Township, † 2024)
- Chris Murphy, politico e avvocato statunitense (White Plains, n. 1973)
- John Murphy, politico statunitense (Columbia, n. 1785 - Contea di Clarke, † 1841)
- Patrick Murphy, politico statunitense (Miami, n. 1983)
- Paul Murphy, politico irlandese (Dublino, n. 1983)
- Phil Murphy, politico e diplomatico statunitense (Needham, n. 1957)
- Tim Murphy, politico statunitense (Cleveland, n. 1952)
- Frank Murphy, politico statunitense (Harbor Beach, n. 1890 - Detroit, † 1949)

## Poliziotti(1)
- Stephen Murphy, poliziotto statunitense (Tennessee, n. 1957)

## Produttori cinematografici(1)
- Don Murphy, produttore cinematografico, regista e attore statunitense (Long Island, n. 1967)

## Produttrici cinematografiche(1)
- Sara Murphy, produttrice cinematografica statunitense

## Rapper(1)
- Sadat X, rapper statunitense (New York, n. 1968)

## Registe(1)
- Shannon Murphy, regista australiana

## Registi(4)
- Geoff Murphy, regista neozelandese (Wellington, n. 1938 - Wellington, † 2018)
- Nick Murphy, regista e sceneggiatore britannico (Merseyside)
- Ralph Murphy, regista e sceneggiatore statunitense (Rockville, n. 1895 - Los Angeles, † 1967)
- Ryan Murphy, regista, produttore televisivo e sceneggiatore statunitense (Indianapolis, n. 1965)

## Religiosi(1)
- Joseph Murphy, religioso irlandese (Irlanda, n. 1898 - Laguna Hills, † 1981)

## Rugbisti a 15(5)
- Kenny Murphy, ex rugbista a 15 e dirigente sportivo irlandese (Cork, n. 1966)
- Phil Murphy, ex rugbista a 15 canadese (Saint John's, n. 1976)
- Geordan Murphy, ex rugbista a 15 e allenatore di rugby a 15 irlandese (Dublino, n. 1978)
- Jordi Murphy, rugbista a 15 irlandese (Barcellona, n. 1991)
- Noel Murphy, ex rugbista a 15, allenatore di rugby a 15 e dirigente sportivo irlandese (Cork, n. 1937)

## Sassofonisti(1)
- Otis Murphy, sassofonista statunitense (n. 1972)

## Sceneggiatori(1)
- Nick Vincent Murphy, sceneggiatore e regista irlandese (Kilkenny, n. 1977)

## Scenografi(1)
- Scott P. Murphy, scenografo e direttore artistico statunitense

## Sciatori freestyle(1)
- Troy Murphy, sciatore freestyle statunitense (n. 1992)

## Scrittori(3)
- Arthur Murphy, scrittore irlandese (Clooniquin, n. 1727 - Knightsbridge, † 1805)
- Peter Murphy, scrittore irlandese (Irlanda)
- Sean Murphy, scrittore e fumettista statunitense (Nashua, n. 1980)

## Scrittrici(1)
- Pat Murphy, scrittrice statunitense (Spokane, n. 1955)

## Triplisti(1)
- Connor Murphy, triplista australiano (n. 2001)

## Trombettisti(1)
- Maurice Murphy, trombettista britannico (Hammersmith, n. 1935 - † 2010)

## Veliste(1)
- Annalise Murphy, velista irlandese (Rathfarnham, n. 1990)

## Vescovi cattolici(4)
- Michael Joseph Murphy, vescovo cattolico statunitense (Cleveland, n. 1915 - Erie, † 2007)
- Patrick Laurence Murphy, vescovo cattolico australiano (Eastwood, n. 1920 - North Sydney, † 2007)
- Urban Charles Joseph Murphy, vescovo cattolico e missionario irlandese (Dublino, n. 1919 - Johannesburg, † 1981)
- William Francis Murphy, vescovo cattolico statunitense (Boston, n. 1940)

## Wrestler(1)
- Skull Murphy, wrestler canadese (Hamilton, n. 1930 - Charlotte, † 1970)